# ウォバーン・アビー

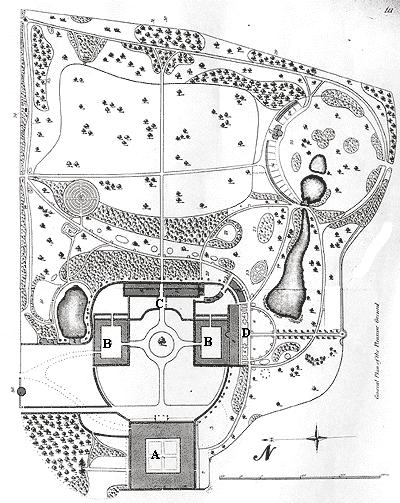
1816年時点での間取り 図面の上は東向き
A：本邸。東翼および北西、北東部分は荒廃してしまった。 B：厩舎とサーヴィス・ブロック。現在はウォバーン・アンティーク・センターとして利用されている。 C：馬術練習所とテニス・コート。荒廃した。 D：南に位置する長方形の建物は彫刻作品のギャラリー。現存する。1816年の時点では玄関は邸宅の東に設けられていた。荒廃後には西正面のホールが玄関に改造された。

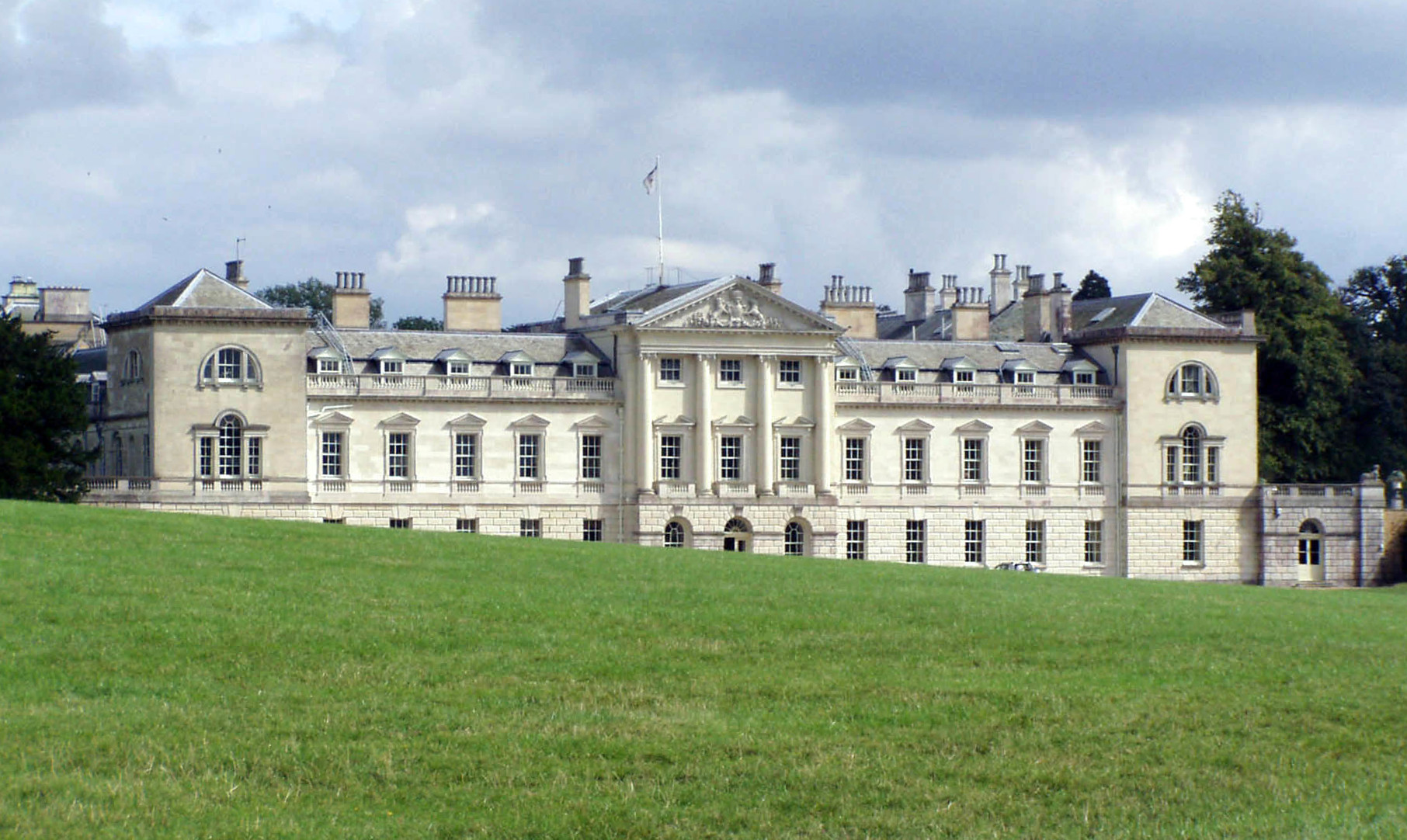
アベイの西正面

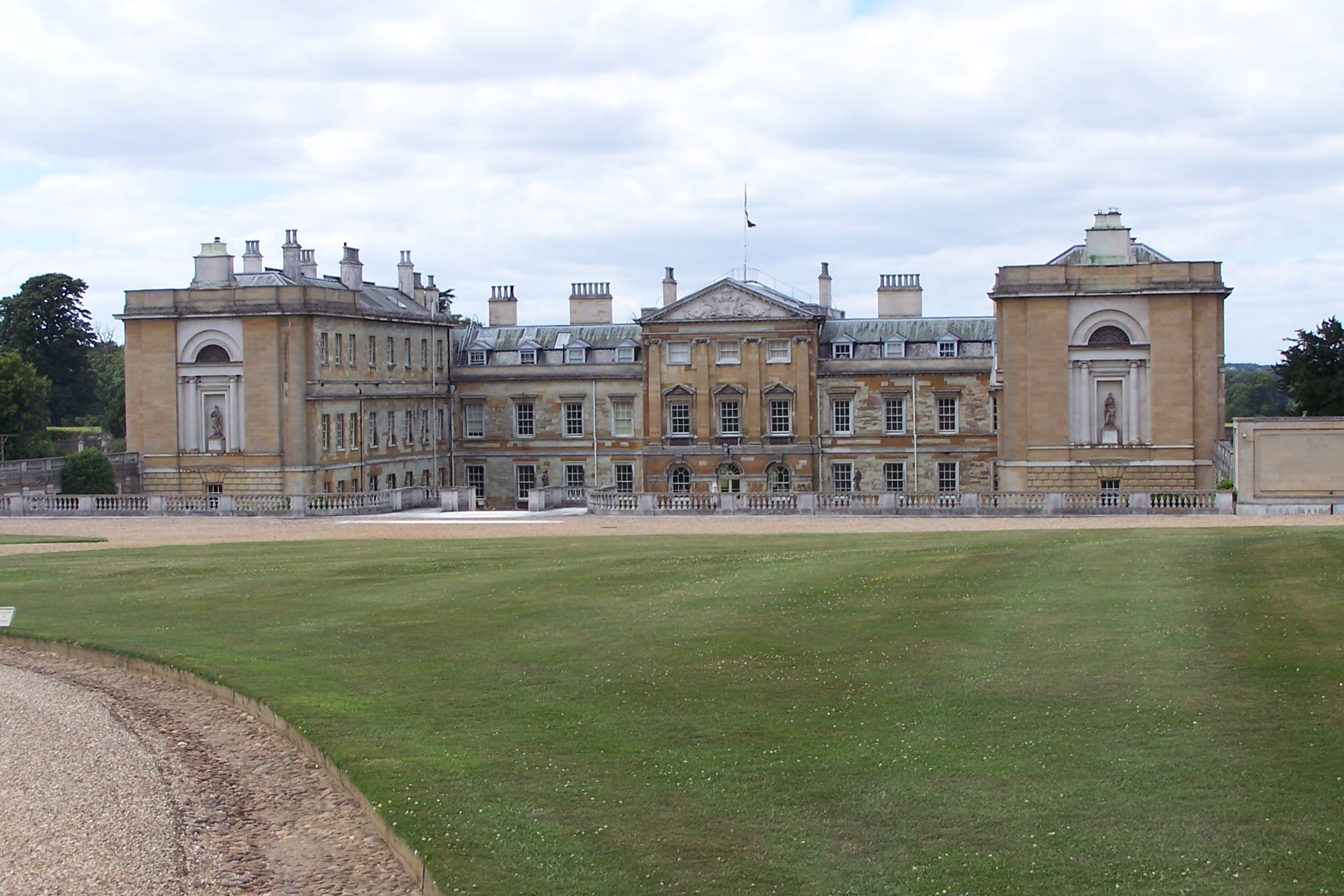
アベイの東サイド
元中庭を向いている。

ウォバーン・アベイ（Woburn Abbey）は、イングランドのベッドフォードシャー州ウォバーン付近に存在するベッドフォード公爵の邸宅（カントリー・ハウス）。
ヘンリー8世からジョン・ラッセル（ベッドフォード公ラッセル家の祖）に与えられた不動産に起源を発し、18世紀に第4代ベッドフォード公ジョン・ラッセルによって大規模な改修をうけた。第3代バーリントン伯爵リチャード・ボイルの弟子にあたるヘンリ・フリッツクロフトとヘンリー・ホランドの設計によって工事は進められたが、第二次世界大戦後に発見された建物内部の乾燥腐敗とメンテナンス不足によって建物は大きな損傷を受けた。1953年に第12代ベッドフォード公ヘイスティングス・ラッセルが死去した時点では、本邸部分の半分ほどが荒廃してしまっていた。
12代公の死後に第13代ベッドフォード公ジョン・イアン・ロバート・ラッセルにより1955年に初めて一般に公開された。サファリパークなどが併設された結果非常な人気を集め多くの観光客で賑わった。彼は2002年11月にアメリカ合衆国のサンタフェで死去した。他の貴族からは格式の高い邸宅をテーマパークに堕落させたとして批判されていた13代公はコメントを求められて「私自身は諸氏による軽蔑を味わった記憶がないが、他人から見上げられるぐらいならば見下げられたほうがましだろう」と語っていた。
13代公は主にモンテカルロで生活していたため、息子で一般にはタヴィストック侯爵として知られた第14代ベッドフォード公ロビン・ラッセルが妻のヘンリエッタ・チャークスとともに屋敷の管理を行っていた。
爵位を継いだ翌年6月に14代公は死去、息子の第15代ベッドフォード公アンドルー・イアン・ヘンリー・ラッセルが現在ウォバーン・アベイを所有している。
第7代ベッドフォード公フランシス・ラッセルの妻アンナ・マリアは、19世紀イングランドにおいて午後の喫茶の習慣を始めた人物であるとされている。